# 315579 Vandersyppe
315579 Vandersyppe este o planetă minoră (asteroid) din centura de asteroizi. A fost descoperită pe 10 februarie 2008 la Observatorul Regal al Belgiei⁠(d) de Peter De Cat⁠(d). 
Obiectul prezintă o orbită caracterizată de o semiaxă mare de 2,5418468709163 UAi, o excentricitate de 0,13229576270584, o înclinație de 5,6837921957531 ° în raport cu ecliptica.